# Bredaryds socken
Bredaryds socken i Småland ingick i Västbo härad i Finnveden, ingår sedan 1971 i Värnamo kommun i Jönköpings län och motsvarar från 2016 Bredaryds distrikt.
Socknens areal är 79,27 kvadratkilometer, varav land 75,50. År 2000 fanns här 2 032 invånare. Tätorten Bredaryd med sockenkyrkan Bredaryds kyrka ligger i socknen. 

## Administrativ historik
Bredaryds socken har medeltida ursprung.
Vid kommunreformen 1862 övergick socknens ansvar för de kyrkliga frågorna till Bredaryds församling och för de borgerliga frågorna till Bredaryds landskommun.  Landskommunen utökades 1952 och ingår sedan 1971 i Värnamo kommun.
1 januari 2016 inrättades distriktet Bredaryd, med samma omfattning som församlingen hade 1999/2000.  
Socknen har tillhört samma fögderier och domsagor som Västbo härad. De indelta soldaterna tillhörde Jönköpings regemente, Norra Västbo kompani och Smålands grenadjärkår, Jönköpings kompami.

## Geografi och natur
Bredaryds socken ligger kring Bolmens tillflöde norr om sjön. Socknen består av kuperad skogsbygd i nordväst, en stor mosse, Flymossen, i öster och slättland däremellan. De största insjöarna är Annebergssjön och Eskilstorpasjö.
Dravens naturreservat ingår i EU-nätverket Natura 2000 och delas med Reftele och Ås socknar i Gislaveds kommun.
Sätesgårdar var Annebergs säteri, Eskilstorps säteri och Havrida säteri (Forslyckan).

## Fornlämningar
Vid den forna storbolmens stränder finns stenåldersboplatser och en hällkista, gravrösen från bronsåldern och några järnåldersgravfält. En runristning är känd vid Bjurbäcks bro.

## Befolkningsutveckling
Befolkningen ökade stadigt från 541 1810 till 2 131 1990.

## Namnet
Namnet (1306 Bredharydh), taget från kyrkbyn, har förledet bred och efterledet ryd, röjning.